# Rhithropanopeus harrisii
Genre
Espèce
Synonymes
- Pilumnus harrisii (Gould, 1841)
- Pilumnus tridentatus (Maitland, 1874)
- Heteropanope tridentatus (Tesch, 1922)
- Panopeus wurdemannii (Gibbes, 1850)[1]

Rhithropanopeus harrisii, le Crabe de boue, Crabe du Zuiderzee ou Crabe de vase, est un petit crabe omnivore et euryhalin. C'est la seule espèce de son genre Rhithropanopeus (monotypique).
Originaire de la côte atlantique des Amériques qui s'étend depuis le Nouveau-Brunswick jusqu'au nord du Brésil, R. harrisii habite d'ordinaire des eaux saumâtres, mais on le trouve aussi dans des eaux douces. Il aime vivre sur les pierres et les bancs d'huîtres. Il peut atteindre jusqu'à 20 mm. Il est de couleur vert olive brunâtre, et sa carapace porte parfois des taches noires.
Habitant commun des estuaires du Texas et de la Floride, ce crabe s'est répandu plus tard dans le monde entier. En 1937, on a découvert qu'il envahissait les eaux saumâtres de la baie de San Francisco et les eaux douces voisines de la Vallée Centrale de Californie. On l'a aussi découvert récemment dans le lac Miraflores, lac artificiel destiné à faire partie du canal de Panama.
En Europe, R. harrisii fut d'abord découvert dans le Zuiderzee aux Pays-Bas, et se retrouve maintenant aussi au Danemark, en Belgique, en Allemagne, en France, en Pologne, en Russie, en Roumanie et en Bulgarie, de la mer Noire à la mer Caspienne. Dans les îles Britanniques, R. harrisii n'a été observé que dans les docks Roath, à Cardiff, où la salinité est moindre (12 ‰) que celle des eaux environnantes.
Des populations en âge de reproduction ont été trouvées dans les eaux douces du bassin du Brazos, au Texas, et notamment dans le  parc d'État Possum Kingdom (en) et le lac Granbury (en). Des populations ont aussi été découvertes dans le lac Texoma.